# Viktor von Scheuchenstuel

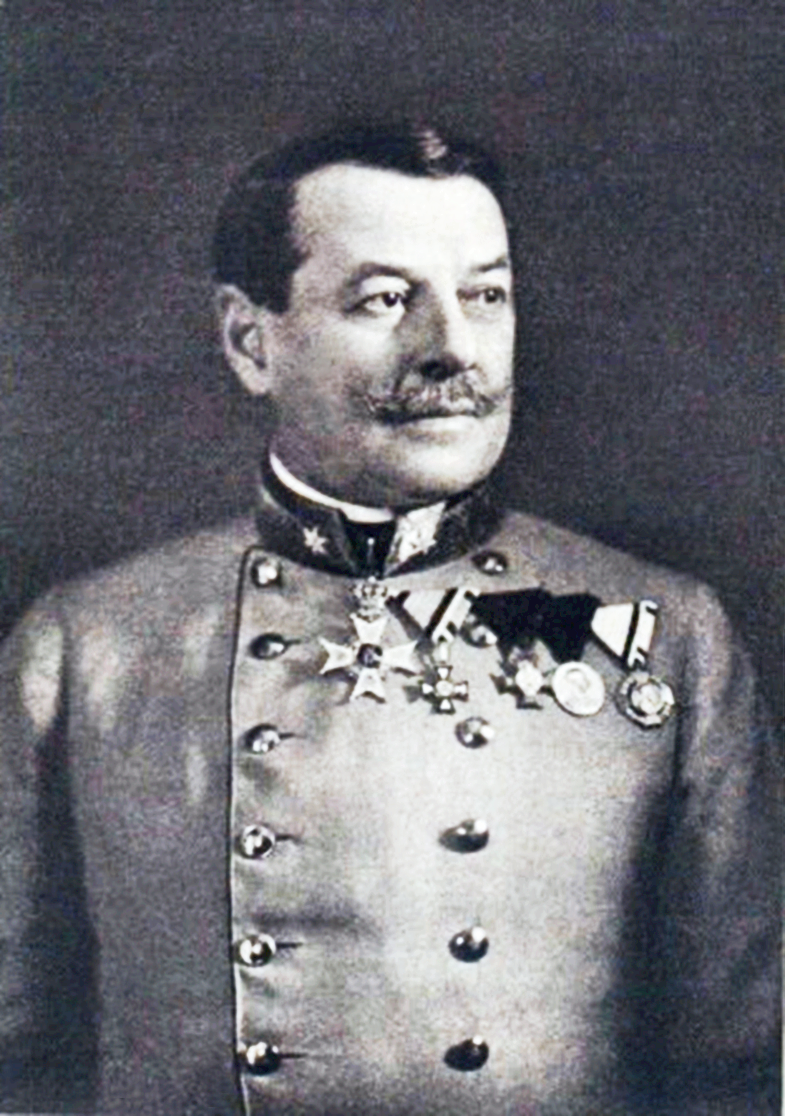
Viktor von Scheuchenstuel ca. 1910 (como mayor general) por Carl Pietzner.

Viktor Graf von Scheuchenstuel (10 de mayo de 1857 - 17 de abril de 1938) fue un coronel general en el Ejército austrohúngaro. Fue un oficial del estado mayor general y comandante de división hasta que estalló la I Guerra Mundial. Durante la I Guerra Mundial fue comandante de Ejército y de Cuerpo de Ejército sirviendo en Serbia, Albania e Italia. Durante la I Guerra Mundial fue promovido a Graf (equivalente a Conde) en la nobleza austríaca. Tras el fin de la I Guerra Mundial y el fin del Imperio austrohúngaro, Scheuchenstuel se retiró del ejército. Murió en Viena.

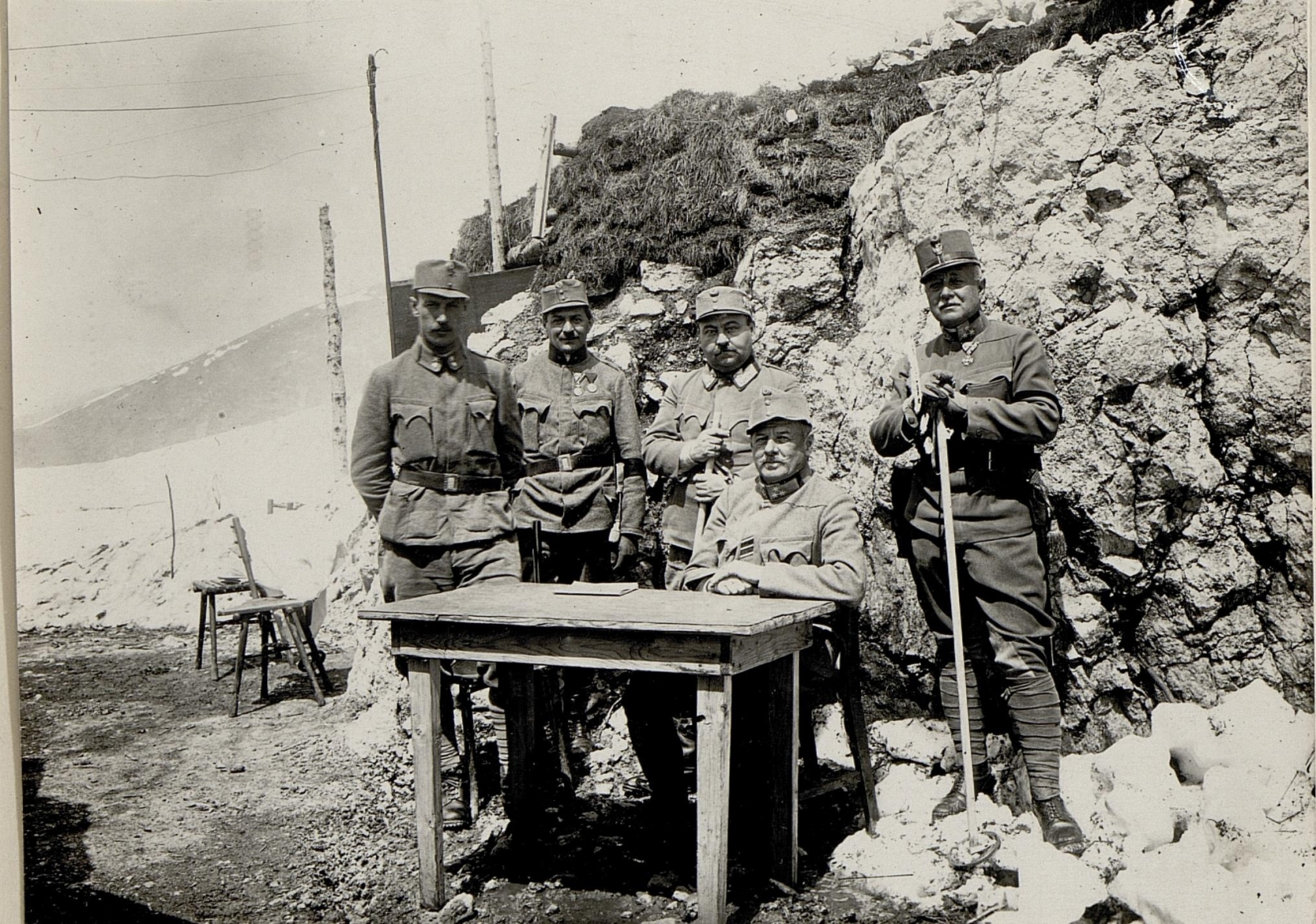
Von Scheuchenstuel con oficiales en el Monte Biaena.

## Antes de la I Guerra Mundial
Scheuchenstuel nació en Witkowitz, Moravia (ahora parte de la República Checa). En 1874 asistió a la Escuela de Cadetes de Ingenieros en Hainburg en Austria. Sirvió como Teniente y Oberleutnant de los Ingenieros de Asalto hasta 1884 cuando asistió a la academia militar en Viena. Tras su graduación en 1886, Scheuchenstuel se unió al Estado Mayor General austrohúngaro. En 1903 comandó el L. Regimiento de Infantería austrohúngaro. Tras su promoción a Mayor General en 1907 comandó la LXIX. Brigada de Infantería, la VIII. Brigada de Montaña y la X. División de Infantería. En 1911 fue promovido a Teniente Mariscal de Campo y en 1912 asumió el mando de la IX. División de Infantería.

## I Guerra Mundial

### Frente serbio
En agosto de 1914 el Teniente Mariscal de Campo Scheuchenstuel comandaba la IX. División de Infantería austríaca, que era parte del VIII. Cuerpo del General Arthur Giesl von Gieslingen en la frontera serbia. En torno al 12 de agosto tres Ejércitos austríacos, incluyendo el VIII. Cuerpo, atacaron Serbia en lo que se conoció como la Primera Invasión de Serbia. Los austríacos fueron repelidos para el 24 de agosto, con la pérdida de más de 50.000 hombres. El 12 de octubre de 1914 Gieslingen fue relevado del mando y Scheuchenstuel asumió el mando del VIII. Cuerpo austríaco.
A mediados de noviembre el VIII. Cuerpo de Scheuchenstuel se unió al V. Ejército del General Potiorek en la invasión de Mačva en el norte de Serbia.  Scheuchenstuel avanzó a través de Serbia alcanzando Belgrado, abandonada por el Mariscal Serbio Putnik, el 1 de diciembre. Una vez que Putnik se reabasteció, contraatacó e hizo retroceder al ejército austríaco. Para 16 de diciembre el VIII. Cuerpo había sido rechazado al otro lado del Danubio y fuera de Belgrado.
A lo largo de la mayor parte de 1915 Scheuchenstuel estuvo envuelto en batallas a lo largo del frente serbio. Finalmente en octubre de 1915, su VIII. Cuerpo fue incluido en el Ejército del Mariscal de Campo von Macksensen para la Conquista de Serbia. El Ejército de las Potencias Centrales a las órdenes de Mackensen pudieron aplastar al Ejército serbio, y para diciembre de 1915 el VIII. Cuerpo era parte del III. Ejército del General Kövesshaza en el frente albanés. 

### Frente albanés
El 25 de enero de 1916 el Ejército austrohúngaro atacó Montenegro que rápidamente se rindió. El ejército entonces se trasladó a la Albania controlada por los italianos, que cayó a manos de los austríacos para el fin del invierno. El Ejército serbio combatió en retirada sobre las montañas costeras albanesas. Una vez alcanzaron la costa las Marinas italiana y francesa evacuaron al Ejército serbio. Para el 26 de febrero de 1916 casi toda Albania estaba bajo control austríaco.

### Frente italiano
El 23 de mayo de 1915 Italia declaró la guerra a Austria-Hungría, sin embargo el frente italiano pronto entró en punto muerto ya que las Batallas del Isonzo condujeron a graves pérdidas en ambos lados sin ganancias territoriales importantes. En un intento de romper el punto muerto, el 15 de mayo de 1916 el Grupo de Ejércitos Archiduque Eugenio a las órdenes del Archiduque Eugenio de Austria atacó el área del Trentino en Italia. El VIII. Cuerpo de Scheuchenstuel fue incluido como parte del XI. Ejército que formaba la mitad del Grupo de Ejércitos. Inicialmente el ataque, conocido como la Batalla de Asiago, tuvo éxito. El Ejército austríaco pudo abrir una brecha de 5 millas de anchura y 12 millas de profundidad en las líneas italianas. Sin embargo, para el 10 de junio de 1916 el ataque se encalló. Tras la efectiva Ofensiva Brusilov rusa el ataque austríaco se detuvo completamente, y el VIII. Cuerpo fue transferido al este.  
Tras los brutales combates contra los rusos, el VIII. Cuerpo por completo se disolvió. Scheuchenstuel fue depuesto de sus funciones en el ejército tras "disputas con el Alto Mando del Ejército" en julio. No obstante, fue reinstalado por el Kaiser y se le dio el mando del I. Cuerpo en Rumania en septiembre.

### Frente rumano
El nuevo I. Cuerpo de Scheuchenstuel era parte del VII. Ejército de Hermann Kövess von Kövessháza en el norte de Rumania. El VII. Ejército en el norte no estaba directamente involucrado en el contraataque de Falkenhayn a través del sur de Rumanía, pero estaba ciertamente envuelto en la lucha en los montes Cárpatos. Para enero de 1917, la mayor parte de los combates parecían haber terminado. El 28 de febrero de 1917 Scheuchenstuel fue ennoblecido y se le dio el rango de Graf. Además de este rango, recibió el mando del XI. Ejército en el frente italiano.

### Retorno al frente italiano
Para la primavera de 1917 Scheuchenstuel estaba al mando del 11º Ejército austrohúngaro en el frente italiano. Estaba a las órdenes del Conde Franz Conrad von Hötzendorf, comandante de todo el frente. Tomó parte en la Batalla de Caporetto en noviembre de 1917, una de las mayores victorias de las Potencias Centrales en Italia. Tras la victoria en Caporetto, Scheuchenstuel fue promovido a Coronel General el 16 de noviembre de 1917.
En la primavera de 1918 dirigió una ataque de distracción en el paso de Tonale, que fue repelido por los italianos. Durante el verano de 1918, los suministros alimentarios escaseaban lo que urgió a Scheuchenstuel a escribir al Conde Franz Conrad insistiendo que se necesitaban más alimentos.  Conrad culpó a los proveedores y el Cuartel General del Ejército ordenó aumentar la ración de carne. No obstante, los suministros no existían y esta orden no fue cumplida.
La fracasada Batalla del río Piave en julio de 1918 resultó en que las tropas de Scheuchenstuel no pudieron avanzar. Debido a la insatisfacción de sus tropas se vio obligado a retirarse del Trentino después de la Batalla de Vittorio Veneto, que terminó la I Guerra Mundial en el frente italiano. Tras la guerra, Scheuchenstuel se retiró en 1918. Murió en Viena el 17 de abril de 1938.